# Naturschutzgebiet Müllenberg

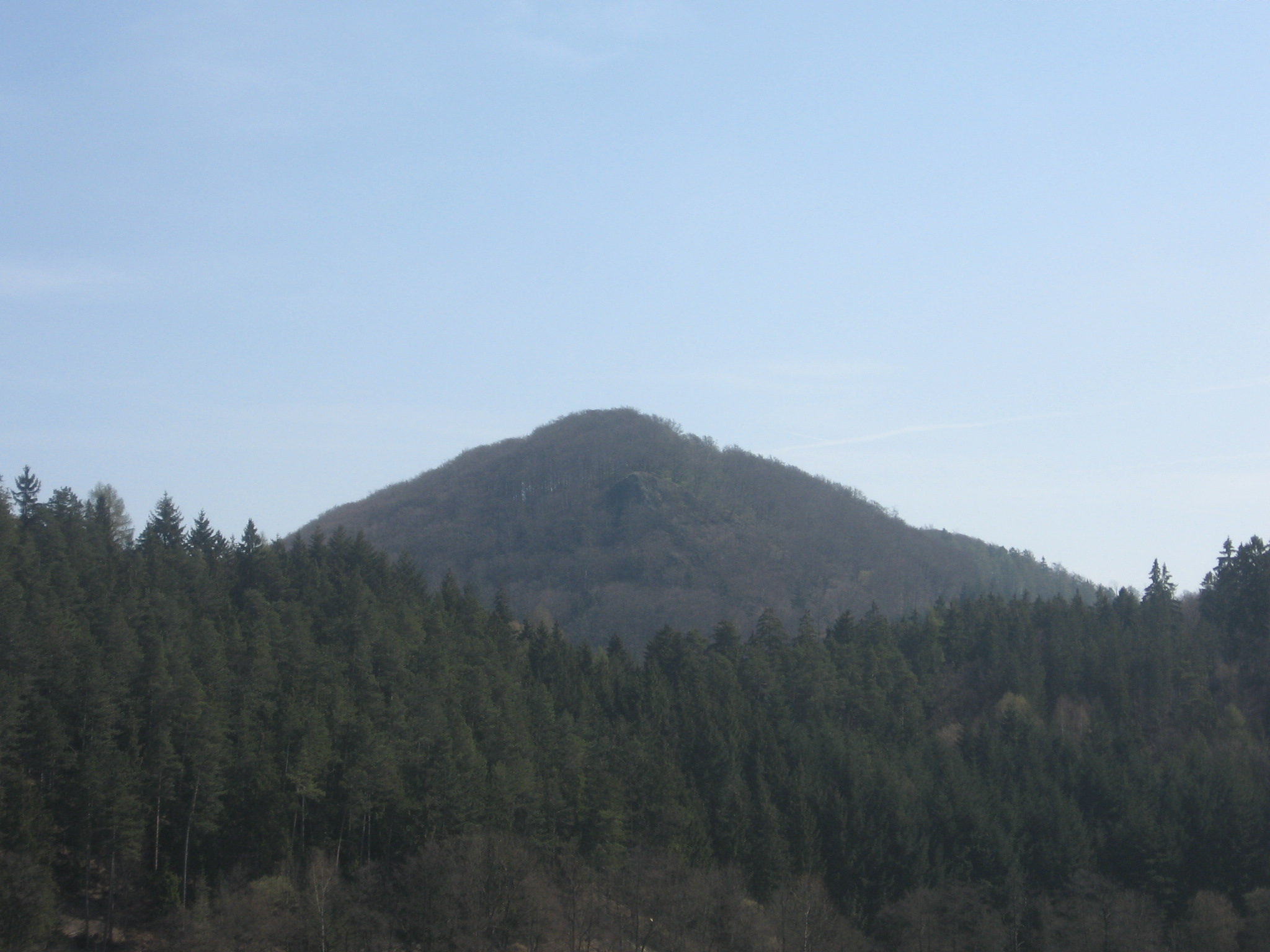
Naturschutzgebiet Müllenberg im Hintergrund

Das Naturschutzgebiet Müllenberg mit einer Größe von 33,5 ha liegt südöstlich von Padberg im Stadtgebiet von Marsberg im Hochsauerlandkreis. Das Gebiet wurde 2001 mit dem Landschaftsplan Hoppecketal durch den Hochsauerlandkreis als Naturschutzgebiet (NSG) ausgewiesen. Das NSG gehört seit 2023 zum Vogelschutzgebiet Diemel- und Hoppecketal mit angrenzenden Wäldern.

## Gebietsbeschreibung
Beim NSG handelt es sich um einen Waldbereich auf Diabas-Untergrund. Der Wald besteht aus Rotbuchenwald und Bereichen mit Eichen, Hainbuchen und Fichten. Das Fachinformationssystem vom Landesamt für Natur, Umwelt und Verbraucherschutz Nordrhein-Westfalen schreibt zum Naturschutzgebiet: „Der zentrale Teil des Gebiets wird von einem südlich exponierten lichten und hallenartigen Bestand geprägt, dessen Krautschicht durch Störungszeiger wie Brennessel dominiert wird. Daneben treten Elemente der Waldmeister Buchenwälder wie Waldmeister, Bingelkraut, Einblütiges Perlgras und Hain-Rispengras auf. Nördlich und westlich schließt sich ein dichterer Buchenbestand an, in dem die Störungszeiger deutlich zurücktreten und das Perlgras zu hoher Artmächtigkeit gelangt. Der südwestlichste Gebietsteil wird von einer Buchenparzelle eingenommen, die aufgrund der Vegetation der Krautschicht zu den Hainsimsen-Buchenwälder gerechnet wird. Nur wenige Arten wie Hainsimse und Drahtschmiele gelangen neben teilweise bestandsprägenden Moosen zu nennenswerten Deckungsgraden. Strukturell werden die Bestände durch Totholz, Höhlenbäume umgeklappte Wurzelteller und kleinere Diabas-Felsbildungen angereichert.“

## Schutzzweck
Das NSG soll den dortigen artenreichen Wald schützen. Wie bei allen Naturschutzgebieten in Deutschland wurde in der Schutzausweisung darauf hingewiesen, dass das Gebiet „wegen der Seltenheit, besonderen Eigenart und Schönheit des Gebietes“ zum Naturschutzgebiet wurde. Der Landschaftsplan führt als spezielle Schutzzwecke auf: „Die naturnahe Bestockung, strukturelle Vielfalt und das Vorkommen der beiden FFH-relevanten Lebensraumtypen "Hainsimsen-Buchenwald" und "Waldmeister-Buchenwald" geben dem NSG Müllenberg eine vorrangige Bedeutung für die Erhaltung der Buchenwald-Lebensgemeinschaften im Naturraum "Ostsauerländer Gebirgsrand". Prioritäres Schutzziel ist die Bewahrung und Förderung der natürlichen Strukturen durch eine naturnahe forstwirtschaftliche Nutzung.“